# 10666 Фелдберґ
10666 Фелдберґ (10666 Feldberg) — астероїд головного поясу, відкритий 16 жовтня 1977 року.
Тіссеранів параметр щодо Юпітера — 3,640.